# Félix Muamba Musasa
Félix Muamba Musasa (Lubumbashi, 25 novembre 1982) è un ex calciatore congolese (Repubblica Democratica del Congo), di ruolo difensore.

## Caratteristiche tecniche
Terzino destro, poteva essere impiegato anche come difensore centrale.

## Carriera

### Nazionale
Ha debuttato in Nazionale il 26 gennaio 2002, in RD del Congo-Togo (0-0). Ha partecipato con la sua nazionale alla Coppa d'Africa 2002 e alla Coppa d'Africa 2004. Ha collezionato in totale, con la maglia dei congolesi, 7 presenze.